# 劉維翰
劉維翰（1842年12月12日—？年），字墨莊，號笠漁。直隸河間府景州禮義鎮人，遷居劉高村。清朝政治人物。

## 生平
同治十二年（1873年）癸酉科拔貢、光緒五年（1879年）己卯科舉人、光緒九年（1883年）癸未科進士。同年五月，著交吏部掣签分发各省，以知县即用。光緒十三年（1887年）署四川省鄰水縣，光緒十七年（1891年）十一月補任榮昌縣知縣。加同知銜。調補彰明縣知縣。歷充發審局委員。光緒十一年乙酉科、十四年戊子科、十七年辛卯科、十八年壬辰科、二十年甲午科四川鄉試同考官。著有《壬辰詩集》。